# ウルトラマン80 (TALIZMANの曲)
『ウルトラマン80』（ウルトラマンエイティ）は、1980年4月10日に発売されたTALIZMANのシングル。

## 概要
同曲は特撮テレビドラマ『ウルトラマン80』の前期オープニングテーマとして起用され、「レッツ・ゴー・UGM」は同番組の前期エンディングテーマとして起用された（第1話から第39話まで）。バンドサウンドや英語を交えた歌詞はそれまでのウルトラシリーズの主題歌とは趣を変えたもので、当時多くの子供達に衝撃を与えたと言われている。
TALIZMANは本シングルの1か月前に2タイトルのシングルを同時発売してデビューしたばかりで、異例のハイペースでのリリースとなった。

## 収録曲
1. ウルトラマン80
2. レッツ・ゴー・UGM

- 作詞：山上路夫 作曲・編曲：木村昇

## カバー
ウルトラマン80
- 藤島新 - CBS・ソニー（ソニー・ミュージックレコーズ）版カバー。編曲：淡海悟郎。『主題歌ヒットソング大行進'81』（20AH-1329、1981年）などに収録。